# Weberhausmuseum Neudorf

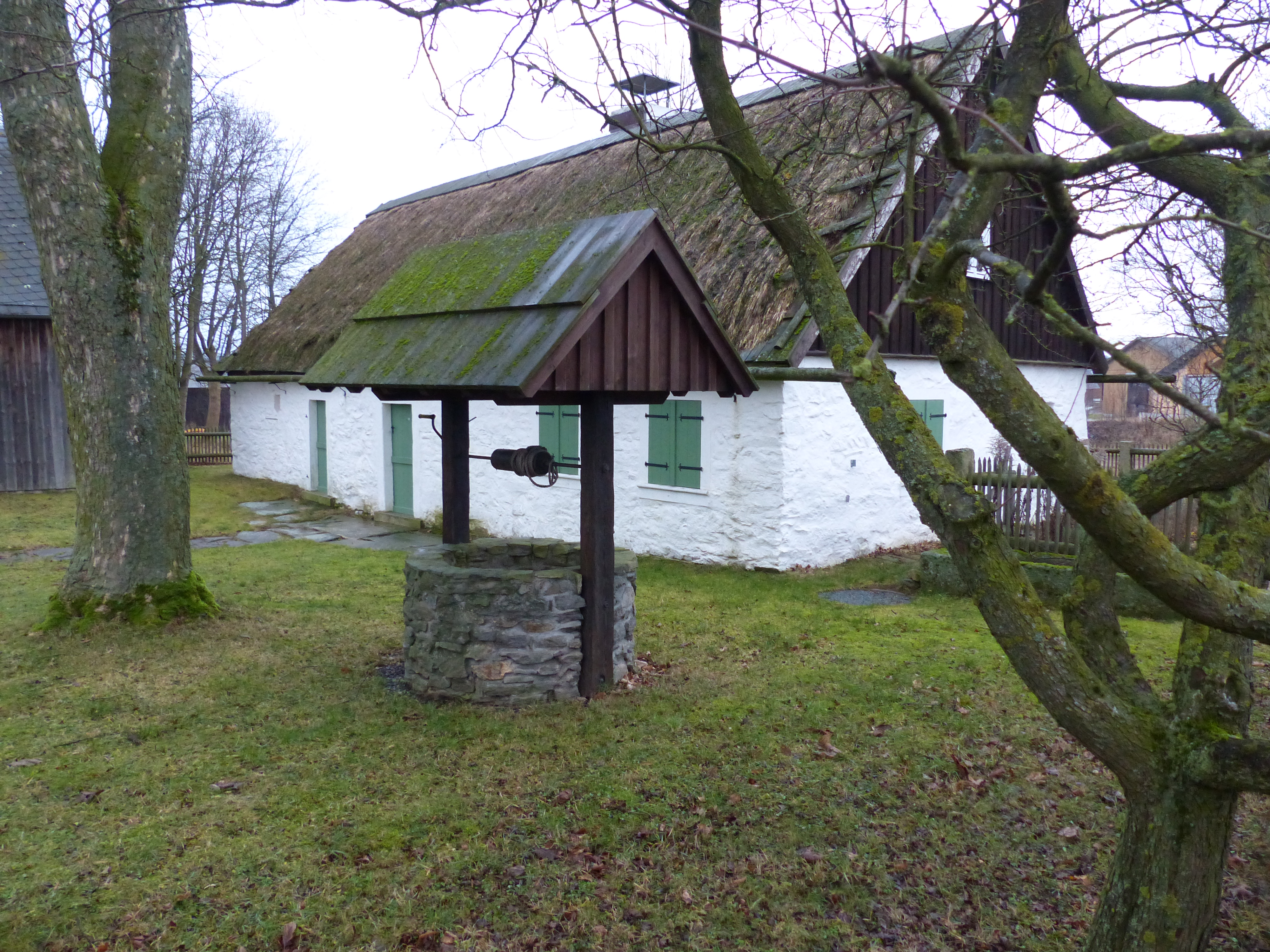
Weberhaus mit Nebengebäude und Brunnen

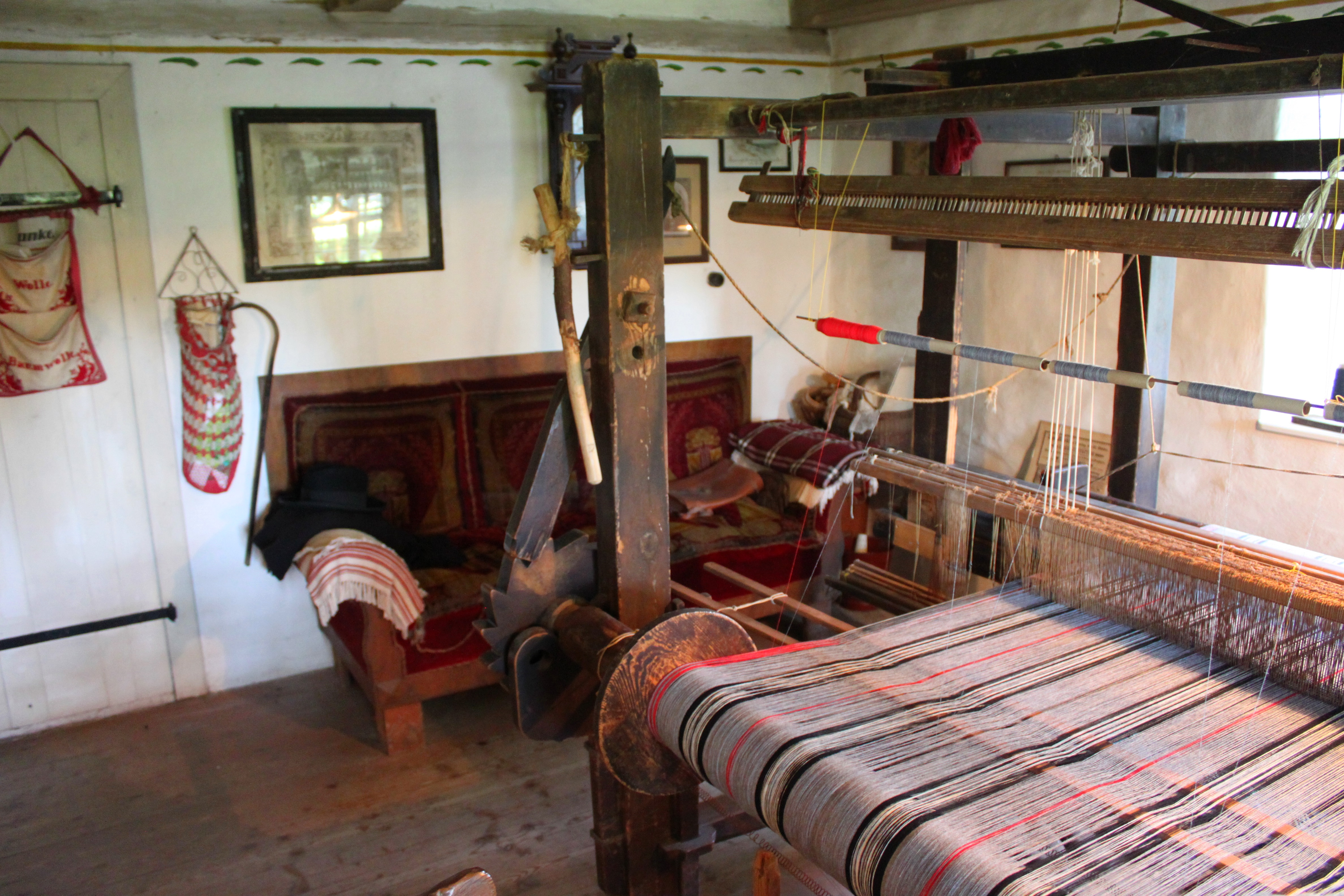
Wohnstube mit Webstuhl

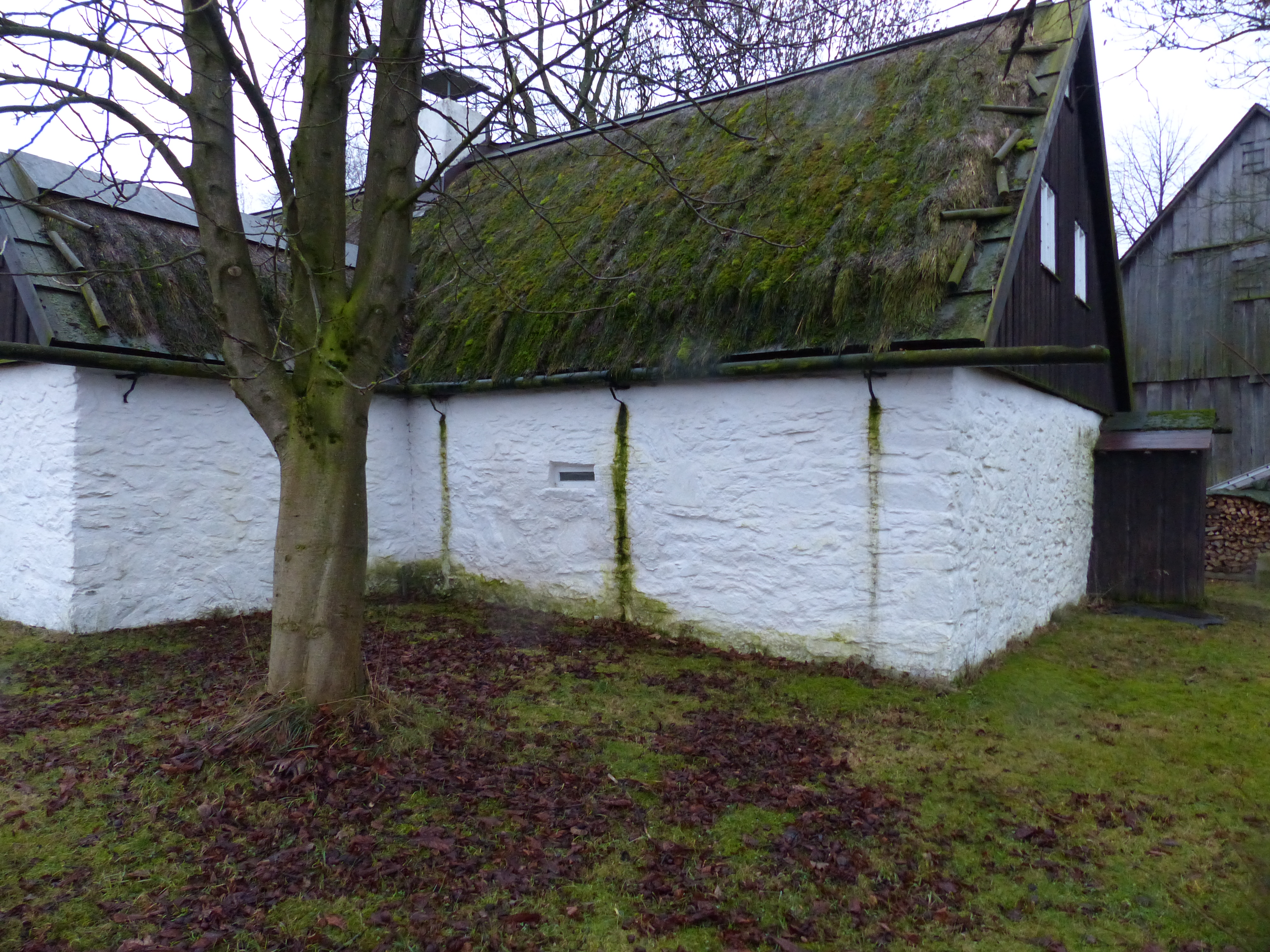
Hausrückseite mit angebautem Backofen

Das Weberhausmuseum Neudorf steht als ehemaliges Weberhaus in Neudorf in Bayern exemplarisch für den historischen Erwerbszweig der Weberei im Frankenwald.
Mitte des 19. Jahrhunderts lebten im Ort überwiegend Weberfamilien im Haupterwerb, hinzu kamen Bauernfamilien, die im Nebenerwerb webten und Weber, die zur Miete wohnten. Das Weberhausmuseum am südlichen Ortsrand verdeutlicht die einfachen Lebensverhältnisse der Handweber und greift mit seinen Ausstellungsstücken auf das Inventar der Familie Wolfrum zurück. Karl Wolfrum (1879–1964) war einer der letzten Bewohner des Hauses. Restaurierung und die Einweihung des Museums am 2. November 1971 fielen in die Amtszeit von Heinrich Lang als Landrat des ehemaligen Landkreises Naila. Die Trägerschaft wurde 1973 der Interessengemeinschaft e. V. für Ortsverschönerungen und Denkmalpflege überlassen.
Das Weberhaus steht unter Denkmalschutz. Es handelt sich um ein eingeschossiges Wohnstallhaus mit Satteldach vom Ende des 18. Jahrhunderts. Der Giebel verfügt über verbrettertes Ständerwerk. Es ist eines von wenigen strohgedeckten Häusern im Landkreis Hof. Neben dem Eingang befindet sich ein überdachter Ziehbrunnen. Im Wohnstallhaus befanden sich Ställe für Ziegen, Schweine, Hühner und Gänse. Zu den Besonderheiten der Innenausstattung zählt die Schwarze Küche und der angebaute Backofen.
Das Museum ist vom 1. Mai bis zum Erntedankfest an Sonn- und Feiertagen von 13 bis 16 Uhr geöffnet, für Gruppen nach Absprache. Weitere Anlaufpunkte zur Geschichte der Weberei im Frankenwald sind das Oberfränkische Textilmuseum in der benachbarten Stadt Helmbrechts und die Weberhäuser von Kleinschwarzenbach.